# Депринда Тимофій Гордійович
Тимофій Гордійович Депринда (нар. 1898 — ?) — український радянський діяч, голова Луцького міськвиконкому Волинської області.

## Біографія
Член ВКП(б).
У 1940—1941 роках — уповноважений Народного комісаріату заготівель СРСР по Волинській області.
До травня 1944 року — на відповідальній роботі в місті Кустанаї Казахської РСР. З 1944 року працював у Волинській області.
У лютому 1945 — січні 1946 р. — голова виконавчого комітету Луцької міської ради депутатів трудящих Волинської області.